# Myriam Muller
Pour les articles homonymes, voir Muller.
Myriam Muller , née le 12 avril 1971 à Luxembourg, est une actrice et metteuse en scène luxembourgeoise.

## Biographie
Le réalisateur Pol Cruchten lui offre son premier grand rôle au cinéma dans le film Hochzaeitsnuecht. En 1995, sous la direction de Jean Delannoy, elle joue le rôle de Marie dans le film Marie de Nazareth. Suivent de petits rôles dans les films 8 Femmes ½ (8 ½ Women) de Peter Greenaway et L'Ombre du vampire de E. Elias Merhige, avant de jouer à nouveau un rôle principal dans le film Le Club des chômeurs d'Andy Bausch.

## Filmographie

### Films
- 1992 : Hochzaeitsnuecht : Catherine
- 1995 : Marie de Nazareth : Marie
- 1999 : 8 Femmes ½ : Marianne, Emmenthal Maid
- 2000 : L'Ombre du vampire (Shadow of the Vampire) : Maria
- 2001 : Le Club des chômeurs : Angèle dite Angie
- 2004 : Pipermint... das Leben möglicherweise (lb) : Mama Mint
- 2006 : Deepfrozen (en) : Tupper Tussi
- 2006 : Petits Secrets : Tante Zëss
- 2009 : Robber Girls : Trizi
- 2015 : Mammejong : Sophie

### Séries télévisées
- 1996 : Le Cygne d'Odense : Princesse au Petit Pois
- 1997 : Quai no 1 : Cécile
- 2011 : La Très Excellente et Divertissante Histoire de François Rabelais : Marguerite de Navarre

### Téléfilms
- 1998 : L'Assassin pleurait : Serge Friedman

### Courts métrages
- 2005 : Starfly : la mère de Bobby
- 2022 : Kommunioun : Carla

## Théâtre (sélection)
- Les Monologues du vagin d'Eve Ensler (à Luxembourg, au Festival d'Avignon et en tournée en France)
- Hamlet de William Shakespeare
- Trahisons de Harold Pinter
- Bash (en) de Neil LaBute
- Breaking the Waves de Lars von Trier (d'après l'adaptation sur scène de Vivian Nielsen (da))[1]
- 2020 : Ivanov d'Anton Tchekhov (mise en scène)[2]
- 2021 : Liliom (adaptation et mise en scène)